# Находка (право)
Нахо́дка — обретение имущества, владелец которого утратил его, а также само это имущество.
По российскому законодательству, нашедший потерянную вещь обязан немедленно уведомить об этом лицо, потерявшее её, или собственника вещи или кого-либо другого из известных ему лиц, имеющих право получить её, и возвратить найденную вещь этому лицу. Если вещь найдена в помещении или на транспорте, она подлежит сдаче лицу, представляющему владельца этого помещения или средства транспорта. Если лицо, имеющее право потребовать возврата найденной вещи, или место его пребывания неизвестны, нашедший вещь обязан заявить о находке в полицию или в орган местного самоуправления.
Если в течение шести месяцев с момента заявления о находке лицо, управомоченное получить найденную вещь, не будет установлено или само не заявит о своём праве на вещь нашедшему её лицу либо в полицию или в орган местного самоуправления, нашедший вещь приобретает право собственности на неё (в советском праве в данном случае вещь переходила в собственность государства). Нашедший вещь вправе хранить её у себя либо сдать на хранение в полицию, орган местного самоуправления или указанному ими лицу.
Скоропортящаяся вещь или вещь, издержки по хранению которой несоизмеримо велики по сравнению с её стоимостью, может быть реализована нашедшим вещь с получением письменных доказательств, удостоверяющих сумму выручки. Деньги, вырученные от продажи найденной вещи, подлежат возврату лицу, управомоченному на её получение.
Нашедший вещь отвечает за её утрату или повреждение лишь в случае умысла или грубой неосторожности и в пределах стоимости вещи.
Нашедший вещь также вправе по её возвращении владельцу требовать вознаграждение за находку в размере до двадцати процентов стоимости вещи. В случае, если нашедший вещь не заявил о находке или пытался её утаить, право на вознаграждение не возникает.